# The Spiderwick Chronicles
The Spiderwick Chronicles is een Amerikaanse fantasyfilm uit 2008 onder regie van Mark Waters. Het verhaal is gebaseerd op dat uit een reeks boeken van Holly Black en Tony Diterlizzi. De film werd genomineerd voor onder meer de Saturn Awards voor beste fantasyfilm en Freddie Highmore voor beste jonge acteur.

## Verhaal
Jared en Simon zijn een tweeling die samen met hun zus Mallory naar het bouwvallige landgoed Spiderwick verhuizen. Met name Jared doet dit met grote tegenzin, maar moet wel omdat zijn alleenstaande moeder Helen hier werk heeft gekregen en de kosten van hun huis in New York niet meer alleen kon opbrengen.
Het huis was eigendom van hun verdwenen oudoom Arthur Spiderwick, een schrijver en natuuronderzoeker. Jared vindt op zolder een door hem geschreven én verzegelde veldgids met een briefje erop dit vooral niet te openen. Hij doet dit toch en leest dat zijn oom een wereld heeft ontdekt met allerlei fantasiewezens daarin die alleen zichtbaar zijn voor gewone mensen als deze wezens dit toestaan. Sommige van hen zijn goed en sommige extreem slecht, met name hun leider Mulgarath. Als deze de veldgids in handen krijgt zal er een hel op aarde losbarsten. Het is daarom zaak het boek altijd binnen de beschermende cirkel om het huis te houden. Mulgarath vindt alleen een methode om deze toch binnen te komen, dus moeten de kinderen op zoek naar een andere oplossing. Hun moeder Helen denkt niettemin dat Jared alles loopt te verzinnen omdat hij terug wil naar zijn oude huis.

## Rolverdeling
- Freddie Highmore als Jared Grace/Simon Grace
- Sarah Bolger als Mallory Grace
- Mary-Louise Parker als Helen Grace
- David Strathairn als Arthur Spiderwick
- Nick Nolte als Mulagrath (stem)
- Martin Short als Thimbletack / Boggart (stem)
- Seth Rogen als Hogsqueal (stem)
- Joan Plowright als Tante Lucinda
- Andrew McCarthy als Richard Grace

Nederlandse stemmen:
- Tim Blankenstein als Simon Sier
- Boyan van der Heijden als Jared Sier
- Ingeborg Wieten als Helen Sier
- Pim Koopman als Mulgaraat
- Kirsten Fennis als Mallory Sier

Overige Nederlandse stemmen:
- Filip Bolluyt, Frans Limburg, Holanda Lazic, Ingeborg Uijt den Bogaard, Jon van Eerd, Jurre Ording, Paul Klooté, Pim Koopman, Pip Pellens en Toine van Peperstraten